# Jean de Matha
João de Matha  (23 de junho de 1160, Faucon-de-Barcelonnette, França - Roma, Itália, 17 de dezembro de 1213)  foi um monge francês, fundador juntamente com São Félix de Valois, da Ordem da Santíssima Trindade (também conhecida como a Ordem Trinitária).

## Biografia
João de Matha nasceu em Faucon, na Provença em 23 de junho de 1160. Era filho de Euphème de Matha, um nobre espanhol, conde de Barcelona e Provença. Mudou-se com a família para Marseille, onde João começou seus estudos. A mãe de João, Martha, foi também sua professora na infância, introduzindo-o desde cedo aos círculos dos conventos e hospitais. A educação da mãe influenciou fortemente a João.
João começou seus estudos na Université d'Aix, e depois na Université de Paris, onde obteve seu grau de doutor em Teologia. Foi incentivado a tornar-se sacerdote pelo bispo de Paris, Maurice de Sully, que tinha notado sua grande capacidade intelectual.
Em 1193, enquanto oficiando na capela Sully, fica sabendo de um monge eremita que habitava na floresta de Galeresse, cuja fama de santidade chamou-lhe atenção. Retira-se então para a floresta e torna-se discípulo deste monge, que era Félix de Valois. Junto com Félix, monta uma pequena congregação na floresta.
João de Matha partilha uma visão que teve com Félix, de que haviam sido chamados para o estabelecimento de uma ordem cuja missão seria resgatar as vítimas em cativeiro dos ataques realizados pelos mouros e sarracenos na costa mediterrânea. A Ordem da Santíssima Trindade para a Redenção dos Cativos foi aprovada por Inocêncio III em 17 de dezembro de 1198, juntamente com a bula Operante divine dispositionis.
A ordem fundada ficou conhecida como "Trinitários", e estabeleceu um mosteiro em Cerfroid (atual Brumetz). Em seguida conseguiram ajuda para construir um mosteiro em Paris, perto da capela atualmente dedicada a São joão de Matha. O mosteiro acabou convertendo-se em um hospital. 
João ficou encarregado de chefiar as missões de resgate aos cristãos capturados (cruzadas), servindo como uma espécie de chanceler da ordem, enquanto que Félix ficava na administração do mosteiro em Cefroid e do mosteiro-hospital em Paris. Milhares de cristãos foram resgatados e os muçulmanos de Marrocos, Argélia e Tunísia tornaram-se escravos durante as cruzadas de Matha.
Após a morte de seu amigo eremita (Felix de Valois), João retirou-se para Roma, onde faleceu em 17 de dezembro de 1213.